# Pustki Cisowskie

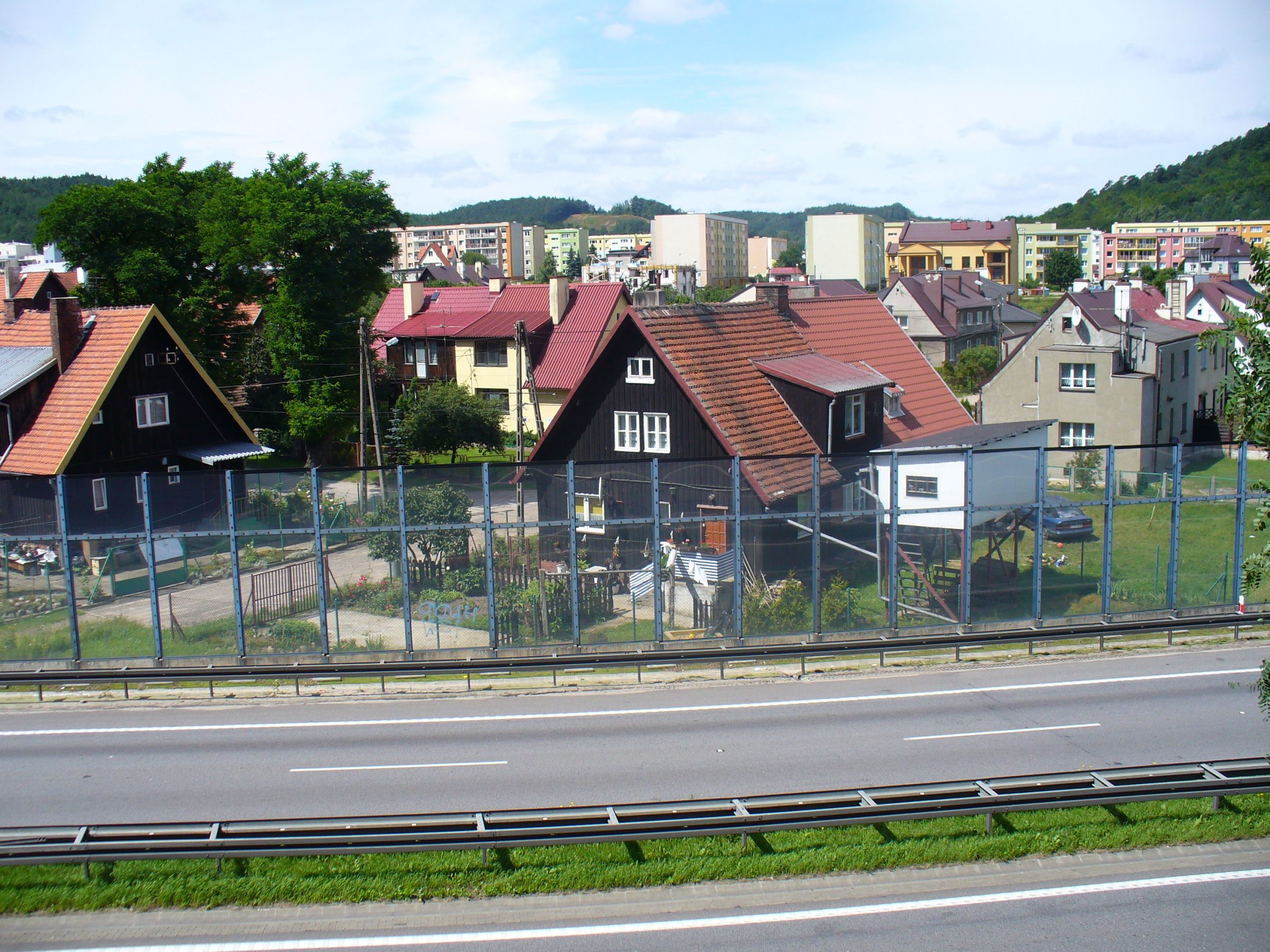
Widok na Pustki Cisowskie z wiaduktu nad obwodnicą Trójmiasta

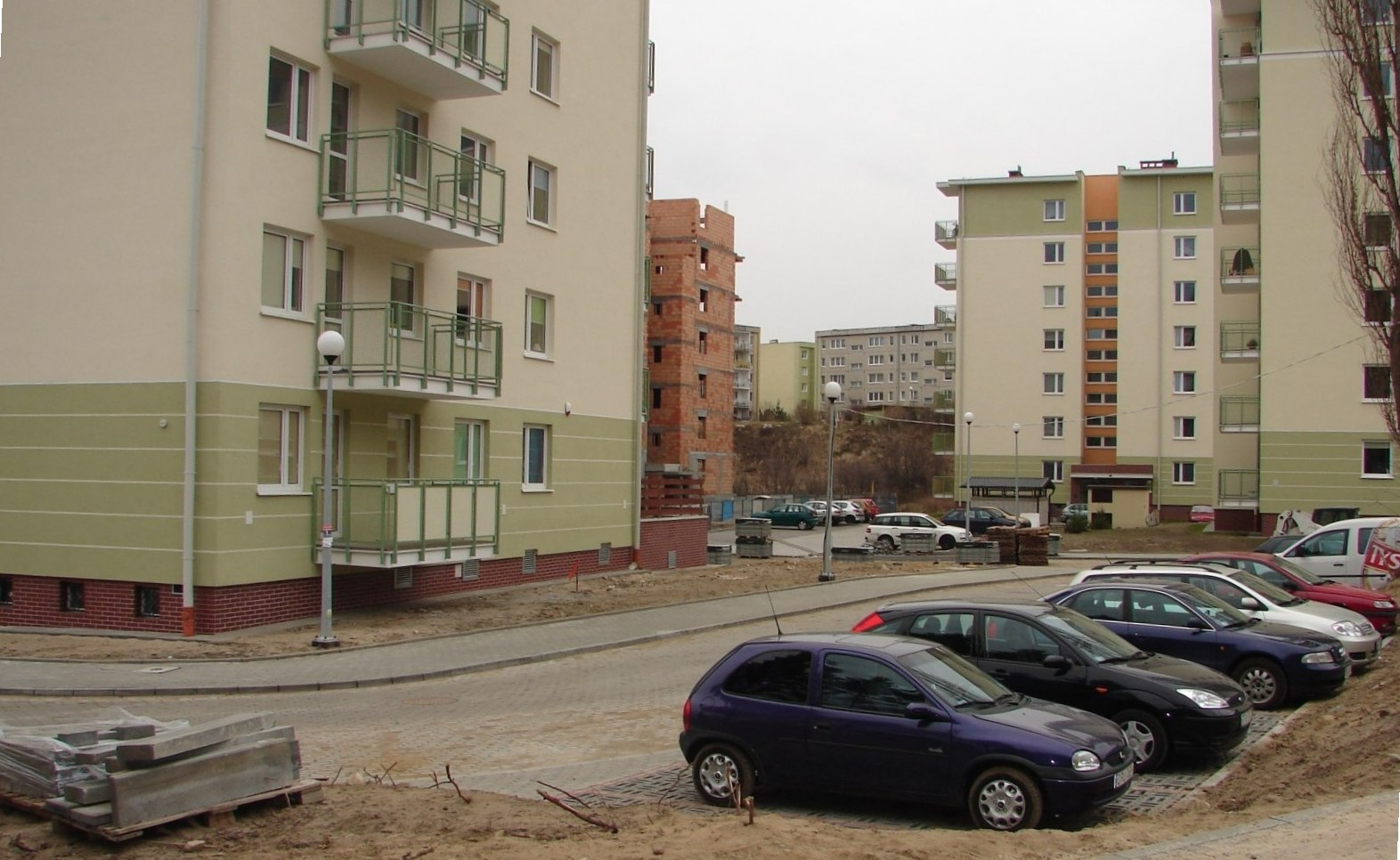
Pustki Cisowskie, ul. Rumska

Pustki Cisowskie (kaszb.Cësowsczé Pùstkòwié lub Pùstkòwié) – osiedle na terenie Gdyni, tworzące wspólnie z Demptowem i Marszewem dzielnicę o nazwie Pustki Cisowskie-Demptowo. Wraz z Cisową, Pustki Cisowskie zostały włączone w obszar miasta w 1935 roku. Występuje tam zabudowa zarówno jednorodzinna, jak i bloki mieszkalne. 

## Pozostałości powojenne
W czasie kampanii obronnej 1939 r. przez las okalający dzielnicę przedarły się wojska niemieckie, aby zająć Gdynię. W lesie między Pustkami a Łężycami znajdują się jeszcze rowy przeciwczołgowe oraz pozostałości kilku bunkrów niemieckiej obrony przeciwlotniczej. Na Pustkach Niemcy postawili również szereg domów dla lotników Luftwaffe. Domy te stoją do dziś wzdłuż ulicy Pawiej.

## Nazwa
Pierwotna nazwa osiedla - Chylońskie Pustki - po raz pierwszy pojawiła się w źródłach historycznych w XVIII wieku. Początkowo odnosiła się do większej grupy osad, takich jak: Demptowo, Marszewo, Niemotowo, Leszczyno (dzisiejsze Leszczynki), Bernarda. Kaszubskie słowo pustczi oznaczało bowiem przysiółki, zabudowania za wsią - w tym przypadku za Chylonią. Dopiero po dłuższym czasie zasięg nazwy ograniczył się do obecnego terenu. Niemiecka nazwa Pustek używana w okresie zaboru pruskiego i podczas okupacji brzmiała Spechtswalde (Bór Spechtów - od kaszubskiego nazwiska Specht, z niemieckiego der Specht - dzięcioł). W latach PRL-u osiedle stanowiło część dzielnicy Cisowa, przemianowano je zatem na Cisowskie Pustki. Obecną postać nazwa przybrała na początku lat osiemdziesiątych XX wieku.